# Beryll-amazília
A Beryll-amazília (Saucerottia beryllina) a madarak osztályának sarlósfecske-alakúak (Apodiformes) rendjébe és a kolibrifélék (Trochilidae) családjába tartozó faj.

## Rendszerezése
A fajt Wilhelm Deppe írta le 1830-ban, a Trochilus nembe Trochilus beryllinus néven. Régebben az Amazilia nembe sorolták Amazilia beryllina néven.

## Alfajai
- Saucerottia beryllina beryllina (Deppe, 1830)
- Saucerottia beryllina devillei (Bourcier & Mulsant, 1848)
- Saucerottia beryllina lichtensteini R. T. Moore, 1950
- Saucerottia beryllina sumichrasti Salvin, 1891
- Saucerottia beryllina viola (W. Miller, 1905)[2]

## Előfordulása
Mexikó, Guatemala, Honduras és Salvador területén honos. Természetes élőhelyei a szubtrópusi vagy trópusi száraz erdők, síkvidéki és hegyi esőerdők, száraz erdők, valamint ültetvények, vidéki kertek és városi környezet. Állandó, nem vonuló faj

## Megjelenése
Testhossza 10 centiméter.

## Életmódja
Nektárral táplálkozik, de kisebb rovarokat is fogyaszt.

## Természetvédelmi helyzete
Az elterjedési területe rendkívül nagy, egyedszáma ismeretlen. A Természetvédelmi Világszövetség Vörös listáján nem fenyegetett fajként szerepel.